# Bruno Duarte da Silva
Bruno Duarte da Silva (São Paulo, 24 maart 1996) is een Braziliaans voetballer die in de aanval speelt. Sinds 15 augustus 2019 komt hij uit voor de Portugese eersteklasser Vitória Guimarães. 

## Biografie
Duarte da Silva doorliep de jeugdreeksen van de Braziliaanse topclubs São Paulo FC en SE Palmeiras. Later kwam hij terecht bij de jeugdacademie van het bescheiden Portuguesa. Voor deze club maakte hij op 4 juni 2016 zijn debuut in het profvoetbal. Dit tijdens de thuiswedstrijd tegen Ypiranga FC in de Série C, het derde niveau in Brazilië. Zijn eerste doelpunt scoorde hij op 9 april 2017, tegen Guarani FC.
In juli 2018 realiseerde Bruno Duarte een transfer naar Europa. Hij tekende een driejarig contract bij het Oekraïense FK Lviv.

## Statistieken
| Seizoen     | Club              | Land              | Competitie         | Competitie | Competitie | Beker | Beker | Ligabeker | Ligabeker | Supercup | Supercup | Continentaal | Continentaal | Totaal | Totaal |
| Seizoen     | Club              | Land              | Competitie         | Wed.       | Dlp.       | Wed.  | Dlp.  | Wed.      | Dlp.      | Wed.     | Dlp.     | Wed.         | Dlp.         | Wed.   | Dlp.   |
| ----------- | ----------------- | ----------------- | ------------------ | ---------- | ---------- | ----- | ----- | --------- | --------- | -------- | -------- | ------------ | ------------ | ------ | ------ |
| 2016        | Portuguesa        | Vlag van Brazilië | Série C            | ?          | ?          | ?     | ?     | ?         | ?         | ?        | ?        | ?            | ?            | ?      | ?      |
| 2017        | Portuguesa        | Vlag van Brazilië | Série D            | ?          | ?          | ?     | ?     | ?         | ?         | ?        | ?        | ?            | ?            | ?      | ?      |
| 2018        | Portuguesa        | Vlag van Brazilië | Paulistão Série A2 | ?          | ?          | ?     | ?     | ?         | ?         | ?        | ?        | ?            | ?            | ?      | ?      |
| Club totaal | Club totaal       | Club totaal       | Club totaal        | ?          | ?          | ?     | ?     | ?         | ?         | ?        | ?        | ?            | ?            | 12     | 1      |
| 2018/19     | FK Lviv           | Vlag van Oekraïne | Premjer Liha       | 28         | 9          | 2     | 0     | —         | —         | —        | —        | —            | —            | 30     | 9      |
| 2019/20     | FK Lviv           | Vlag van Oekraïne | Premjer Liha       | 3          | 1          | —     | —     | —         | —         | —        | —        | —            | —            | 3      | 1      |
| Club totaal | Club totaal       | Club totaal       | Club totaal        | 31         | 10         | 2     | 0     | -         | -         | -        | -        | -            | -            | 33     | 10     |
| 2019/20     | Vitória Guimarães | Vlag van Portugal | Primeira Liga      | 24         | 8          | 1     | 0     | 1         | 0         | —        | —        | 8            | 2            | 34     | 10     |
| 2020/21     | Vitória Guimarães | Vlag van Portugal | Primeira Liga      | 25         | 3          | 2     | 0     | —         | —         | —        | —        | —            | —            | 27     | 3      |
| 2021/22     | Vitória Guimarães | Vlag van Portugal | Primeira Liga      | 15         | 3          | 2     | 0     | 4         | 3         | —        | —        | —            | —            | 21     | 6      |
| Club totaal | Club totaal       | Club totaal       | Club totaal        | 64         | 14         | 5     | 0     | 5         | 3         | -        | -        | 8            | 2            | 82     | 19     |
| TOTAAL      | TOTAAL            | TOTAAL            | TOTAAL             | 95         | 24         | 7     | 0     | 5         | 3         | -        | -        | 8            | 2            | 117    | 30     |